# Айклінген
Айклінген (нім. Eicklingen) — громада в Німеччині, розташована в землі Нижня Саксонія. Входить до складу району Целле. Складова частина об'єднання громад Флотведель.
Площа — 22,79 км2. Населення становить 3353 ос. (станом на 31 грудня 2021).

## Галерея

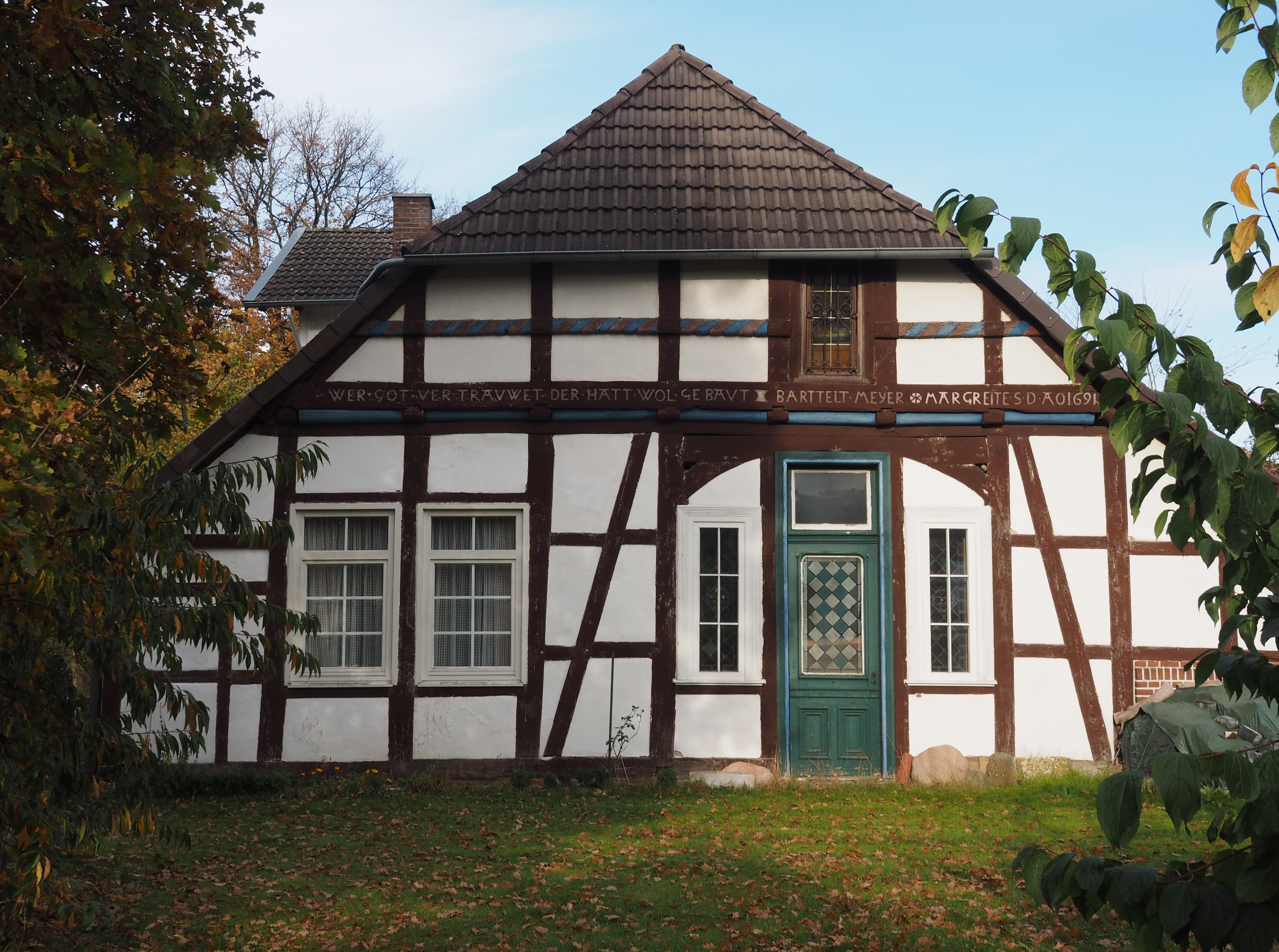
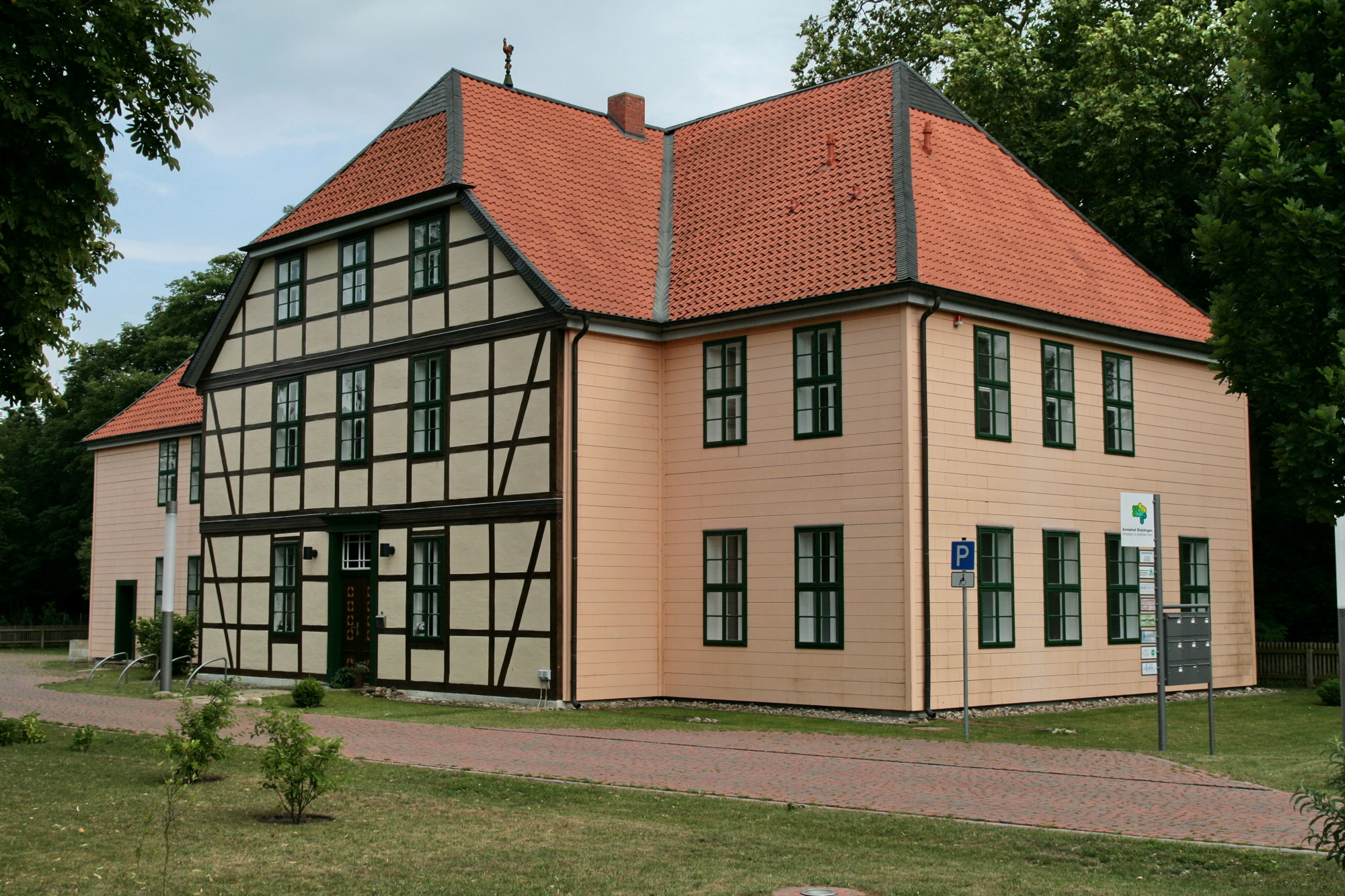